# 1719
1719 (MDCCXIX) byl rok, který dle gregoriánského kalendáře započal nedělí.

## Události
- 23. leden – Lichtenštejnsko bylo povýšeno na říšské knížectví.
- 10. červen – Britská armáda porazila Jakobity a Španěly v bitvě u Glen Shiel.
- Astrachaň byla vypleněna Peršany.
- Prusko provedlo první evropské systematické sčítání lidu.

### Probíhající události
- 1700–1721 – Severní válka
- 1717–1720 – Válka čtverné aliance

## Vědy a umění
- 25. dubna – Anglický spisovatel Daniel Defoe vydal román Robinson Crusoe.

## Narození

### Česko

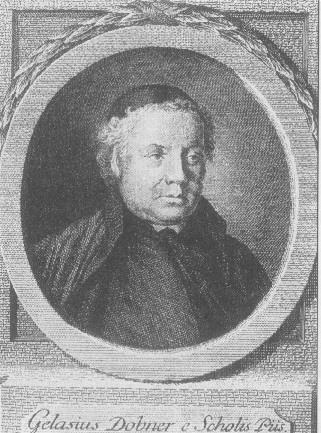
Gelasius Dobner (* 30. května)

- 19. května – Jan Josef Brixi, hudební skladatel a varhaník († 27. dubna 1762)
- 30. května – Gelasius Dobner, historik († 24. května 1790)
- 10. července – Václav Kovanda, barokní sochař a řezbář († 28. března 1788)
- 15. října – Martin Tadeáš Slavíček, olomoucký teolog a pedagog († 31. října 1796)
- 10. listopadu – Jan Krumlovský, skladatel a virtuóz na violu d’amore († 24. září 1763)

### Svět
- 17. ledna – Johann Elias Schlegel, německý dramatik a literární historik († 13. srpna 1749)
- 13. února – Josef Liesganig, rakouský kněz, astronom a kartograf († 4. března 1799)
- 26. února – Christian Ziegra, luteránský teolog a historik († 22. leden 1778)
- 3. března – Jan Lukáš Kracker, rakouský freskař a malíř († 30. listopadu 1779)
- 2. dubna
  - Franz Anton Hillebrandt, rakouský stavitel († 25. ledna 1797)
  - Johann Wilhelm Ludwig Gleim, německý básník († 18. února 1803)
  - Vincenzo Legrenzio Ciampi, italský hudební skladatel († 30. března 1762)
- 7. července – Johann Karl Herberstein, lublaňský biskup († 7. října 1787)
- 4. září – Johann Conrad Seekatz, německý rokokový malíř († 25. srpna 1768)
- 17. října – Jacques Cazotte, francouzský spisovatel († 25. srpna 1792)
- 9. listopadu – Domenico Lorenzo Ponziani, italský šachista († 15. července 1796)
- 14. listopadu – Leopold Mozart, rakouský skladatel, otec Wolfganga Amadea († 28. května 1787)
- 30. listopadu – Augusta Sasko-Gothajská, waleská princezna († 8. února 1772)
- 15. prosince – Ludvík IX. Hesensko-Darmstadtský, německý šlechtic († 6. dubna 1790)
- neznámé datum
  - Ádil Šáh, perský šáh († 20. května 1749)
  - Philip Thicknesse, anglický spisovatel († 23. listopadu 1792)

## Úmrtí

### Česko
- 25. července – Jan Václav Gallas vévoda z Lucery a místokrál neapolský (* 23. května 1669)
- 26. prosince – Valentin Bernard Jestřábský, římskokatolický kněz, kazatel a barokní spisovatel (* 1630)

### Svět
- 27. ledna – Ferdinando d'Adda, italský kardinál (* 1. září 1650)
- 23. února – Bartholomäus Ziegenbalg, protestantský misionář (* 10. července 1682)
- 13. března – Johann Friedrich Böttger, objevitel výroby porcelánu (* 4. února 1682)
- 3. dubna – Marie Ernestina z Eggenberku, česká šlechtična, vévodkyně českokrumlovská (* 1649)
- 7. dubna – Jan Křtitel de la Salle, kněz a reformátor školství (* 30. dubna 1651)
- 15. dubna – Francoise, markýza de Maintenon, milenka francouzského krále Ludvíka XIV. (* 1635)
- 17. června – Joseph Addison, anglický spisovatel (* 1. května 1672)
- 21. července
  - Ludvík I. Orleánský, syn a dědic Filipa II. Orleánského (* 4. srpna 1695)
  - Marie Luisa Alžběta Orleánská, nejstarší dcera Filipa II. Orleánského (* 20. srpna 1695)
- 28. července – Arp Schnitger, německý varhanář (* 2. července 1648)
- 14. října – Arnold Houbraken, nizozemský malíř a životopisec (* 28. března 1660)
- 8. listopadu – Michel Rolle, francouzský matematik (* 21. dubna 1652)
- 31. prosince – John Flamsteed, anglický astronom (* 1646)
- neznámé datum
  - Benjamin Hornigold, anglický pirát (* ? 1680)
  - Václav Norbert Oktavián Kinský, vídeňský dvorský kancléř (* ? 1642)

## Hlavy států
- Dánsko-Norsko – Frederik IV. (1699–1730)
- Francie – Ludvík XV. (1715–1774)
- Habsburská monarchie – Karel VI. (1711–1740)
- Osmanská říše – Ahmed III. (1703–1730)
- Polsko – August II. (1709–1733)
- Portugalsko – Jan V. (1706–1750)
- Prusko – Fridrich Vilém I. (1713–1740)
- Rusko – Petr I. (1682–1725)
- Španělsko – Filip V. (1700–1724)
- Švédsko – Ulrika Eleonora (1718–1720)
- Velká Británie – Jiří I. (1714–1727)
- Papež – Klement XI. (1700–1721)
- Japonsko – Nakamikado (1709–1735)
- Perská říše – Husajn Šáh (1694–1722)